# José Manuel Cervino
José Manuel Cervino (Arona, Santa Cruz de Tenerife; 29 d'octubre de 1940) es un actor canari.

## Biografia
Amb la seva família es trasllada a San Cristóbal de La Laguna on cursa el Batxillerat a l'Instituto de Canarias, on fa els seus primers passos en la interpretació. Al costat d'altres companys funda la companyia teatral "El Tinglado" amb la que realitza un extens recorregut teatral. Va començar la carrera de Dret a la Universitat de La Laguna, estudis que va abandonar per a dedicar-se definitivament a la interpretació, integrant en diverses companyies de teatre independent a Tenerife, i on va dirigir obres de Samuel Beckett (Tot esperant Godot) i de John Osborne (Mirant enrere amb ira).
Posteriorment es trasllada a la Península, s'instal·la a Madrid i inicia una intensa activitat teatral, debutant al Teatro Español i al Lope de Vega, i actuant en obres com Tiempo de espadas, de Jaime Salom, la qual cosa el va ajudar a debutar en el cinema l'any 1970 amb un petit paper en la pel·lícula Pierna creciente, falda menguante, de Javier Aguirre Fernández i que protagonitzà Laura Valenzuela. Més tard, i sempre en papers secundaris, formaria part de diverses pel·lícules relacionades amb el cinema del destape com Los novios de mi mujer, Emilia... parada y fonda i Operación Ogro, entre d'altres.
Actor conegut dins i fora de la professió com a home d'esquerres i amb fama de bondadós, ha interpretat diversos papers del tipus dolent de dretes, sempre amb el director Eloy de la Iglesia, amb qui va arribar a aparèixer en cinc pel·lícules, destacant El sacerdote, Navajeros, La mujer del ministro i El pico, en general, pel·lícules que estenen els temes de la marginació, la delinqüència juvenil, les drogues i que es van convertir en autèntics èxits de taquilla.
Després d'alguns anys vinculat a De la Iglesia, la seva consagració definitiva va arribar en els anys 1980 quan Cervino va intervenir en diverses pel·lícules que es convertirien en fites del cinema espanyol com El crimen de Cuenca (1980), de Pilar Miró, la pel·lícula de José Luis Garci, El crack (1981), amb la que Alfredo Landa es va desfer del landisme o el seu paper protagonista de la mà de Manolo Matji a La guerra de los locos (1987), don va interpretar a pirao que porta la idea de la guerra i de l'extermini fins a les últimes conseqüències. Va ser llavors quan va consolidar la seva carrera al cinema i va ser nominat als II Premis Goya per aquest últim paper, perdent davant Landa pel seu paper a El bosque animado.
En 1988 torna a les Illes Canàries, per a participar en el rodatge de Guarapo, dirigida pels germans Ríos, interpretant el paper de "Don Virgilio".
Durant les dues següents dècades participa en personatges secundaris en diferents films, destacant Hermana, pero ¿qué has hecho? (1995), de Pedro Masó, Mararía (1998), d'Antonio Betancor, Los abajo firmantes (2003), de Joaquín Oristrell, Frío sol de invierno (2004), de Pablo Malo, La caja (2006), de Juan Carlos Falcón o l'última pel·lícula de Mario Camus, El prado de las estrellas, amb Álvaro de Luna, estrenada en 2007.
Aquell mateix any Emilio Martínez Lázaro li ofereix un paper en la pel·lícula Las 13 rosas, basada en la novel·la de Jesús Ferrero i que narra la història de tretze joves militants espanyoles de les Joventuts Socialistes Unificades, que són detingudes i afusellades. A l'any següent va ser guardonat amb el Goya al «Millor actor de repartiment» i el premi de la Unión de Actores pel seu paper de Jacinto, un guàrdia civil que, sense proposar-s'ho, lliura la seva filla a qui seran els seus botxins. El seu silenci i un «t'estimo» escrit en una nota, que no es va atrevir a pronunciar, van marcar un dels moments més emotius de la cinta.
A televisió ha treballat amb directors com Miguel Narros, Josefina Molina o Pedro Masó. Des de petites participacions s Curro Jiménez, Estudio 1 o La huella del crimen, fins a la popularitat que li arriba a partir de 1989 de la mà de Masó amb Brigada Central,amb guions de l'escriptor de novel·les negres Juan Madrid i on va treballar amb Imanol Arias.
També destaquen col·laboracions en sèries com Aquí no hay quien viva i Cuéntame cómo pasó. La seva última participació va ser en 2008 amb la sèrie Cazadores de hombres, que malgrat els seus discrets resultats d'audiència, la sèrie va collir molt bones crítiques i Antena 3 va decidir mantenir-la en emissió fins a finalitzar la primera, i única temporada rodada.
Al marge del seu va treballar com a actor, Cervino també ha participat en diferents festivals relacionats amb la poesia, i com a jurat en alguns cinematogràfics.
En 2004 va presentar un espectacle en el Teatro Cuyás de Las Palmas de Gran Canaria en homenatge al poeta Pedro Lezcano Montalvo, mort dos anys abans, titulat Poeta en la isla, durant tres dies a ple teatre i en el que va participar al costat dels actors espanyols Carlos Hipólito i Santiago Ramos.
En 2009 va formar part com a jurat en la 12a edició del Festival de Màlaga, al costat d'Álex de la Iglesia, Juan Madrid i Emma Suárez, entre d'altres. En 2011 va ser també jurat del Festival de Cinema d'Islantilla.
Aquest mateix any va participar, juntament amb Miguel Ríos, Juan Diego Botto, Pilar Bardem, Juan Diego, entre d'altres, en un homenatge a Federico García Lorca llegint poemes seus en el Festival Internacional de Poesia de Granada 2011.

## Premis
Durant la seva carrera Cervino ha estat guardonat amb diversos premis com:
| Any  | Premi                                                          | Edició           | Categoria                        | Pel·lícula                     | Resultat  |
| ---- | -------------------------------------------------------------- | ---------------- | -------------------------------- | ------------------------------ | --------- |
| 1987 | Premis Goya                                                    | II Premis Goya   | Millor actor                     | La guerra de los locos         | Candidat  |
| 2001 | Festival Internacional de Cinema de Las Palmas de Gran Canària | II edición       | Premi Lady Harimaguada d'Honor   | Premi Lady Harimaguada d'Honor | Guanyador |
| 2007 | Premis «Goya»                                                  | XXII Premis Goya | Millor actor secundari           | Las 13 rosas                   | Guanyador |
| 2007 | Premis de la Unión de Actores                                  | XVII edició      | Millor actor secundari de cinema | Las 13 rosas                   | Guanyador |

- A Arafo (Tenerife) es trobava (va tancar en 2009) l' Escuela municipal de Artes Escénicas y Audiovisuales "José Manuel Cervino",[10] en honor de l'actor.

- En 2011 l'ajuntament d'Arona (Illes Canàries) el nomena Fill Predilecte del municipi, pel «reconeixement i l'esforç en el panorama del cinema espanyol d'aquest actor que neix en el casc d'Arona, i que en totes les seves intervencions públiques al llarg de la seva carrera ha presumit del seu origen aroner».[11]

## Filmografia

### Llargmetratges
| Any  | Pel·lícula                                            | Director                                    |
| ---- | ----------------------------------------------------- | ------------------------------------------- |
| 2011 | La chispa de la vida                                  | Álex de la Iglesia                          |
| 2010 | Una luz en la isla (veu en off)                       | Miguel G. Morales                           |
| 2010 | Balada triste de trompeta                             | Álex de la Iglesia                          |
| 2009 | Dos billetes                                          | Javier Serrano                              |
| 2007 | Las 13 rosas                                          | Emilio Martínez Lázaro                      |
| 2007 | El prado de las estrellas                             | Mario Camus                                 |
| 2007 | Lola                                                  | Miguel Hermoso                              |
| 2006 | La caja                                               | Juan Carlos Falcón                          |
| 2004 | Frío sol de invierno                                  | Pablo Malo                                  |
| 2004 | Escuela de seducción                                  | Javier Balaguer                             |
| 2004 | Tánger                                                | Juan Madrid                                 |
| 2004 | ¡Hay motivo!                                          | Joaquín Oristrell                           |
| 2003 | Los abajo firmantes                                   | Joaquín Oristrell                           |
| 2003 | Variaciones 1/113                                     | Javier Aguirre                              |
| 2002 | Zero/infinito (veu)                                   | Javier Aguirre                              |
| 2001 | Dama de Porto Pim                                     | José Antonio Salgot                         |
| 1999 | Sobreviviré                                           | Alfonso Albacete David Menkes               |
| 1998 | Mararía                                               | Antonio Betancor                            |
| 1998 | Atómica                                               | David Menkes Alfonso Albacete               |
| 1996 | Más que amor, frenesí                                 | Miguel Bardem Alfonso Albacete David Menkes |
| 1996 | Menos que cero                                        | Ernesto Tellería                            |
| 1995 | Hotel y domicilio                                     | Ernesto del Río                             |
| 1995 | Hermana, pero ¿qué has hecho?                         | Pedro Masó                                  |
| 1987 | El Lute: camina o revienta                            | Vicente Aranda                              |
| 1987 | La monja alférez                                      | Javier Aguirre                              |
| 1987 | La guerra de los locos                                | Manolo Matjí                                |
| 1987 | Guarapo                                               | Santiago Ríos Teodoro Ríos                  |
| 1986 | Adiós pequeña                                         | Imanol Uribe                                |
| 1984 | Últimas tardes con Teresa                             | Gonzalo Herralde                            |
| 1983 | El pico                                               | Eloy de la Iglesia                          |
| 1983 | El crack II                                           | José Luis Garci                             |
| 1983 | Círculo de pasiones                                   | Claude d'Anna                               |
| 1983 | Percusión                                             | Josetxo San Mateo                           |
| 1982 | Colegas                                               | Eloy de la Iglesia                          |
| 1981 | La fuga de Segovia                                    | Imanol Uribe                                |
| 1981 | La mujer del ministro                                 | Eloy de la Iglesia                          |
| 1981 | El crack                                              | José Luis Garci                             |
| 1981 | Gay Club                                              | Tito Fernández                              |
| 1981 | Maravillas                                            | Manuel Gutiérrez Aragón                     |
| 1980 | Gary Cooper, que estás en los cielos                  | Pilar Miró                                  |
| 1980 | Navajeros                                             | Eloy de la Iglesia                          |
| 1980 | El crimen de Cuenca                                   | Pilar Miró                                  |
| 1980 | Viva la clase media                                   | José María González Sinde                   |
| 1979 | Operación Ogro                                        | Gillo Pontecorvo                            |
| 1979 | Siete días de enero                                   | Juan Antonio Bardem                         |
| 1979 | La insólita y gloriosa hazaña del cipote de Archidona | Ramón Férnandez                             |
| 1978 | El diputado                                           | Eloy de la Iglesia                          |
| 1978 | El sacerdote                                          | Eloy de la Iglesia                          |
| 1977 | Camada negra                                          | Manuel Gutiérrez Aragón                     |
| 1976 | Colorín, colorado                                     | José Luis García Sánchez                    |
| 1976 | Emilia... parada y fonda                              | Angelino Fons                               |
| 1972 | Los novios de mi mujer                                | Tito Fernández                              |
| 1970 | Pierna creciente, falda menguante                     | Javier Aguirre                              |

### Curtmetratges
| Any  | Curtmetratges                  | Director          |
| ---- | ------------------------------ | ----------------- |
| 2005 | El plan                        | Eduardo Martinón  |
| 2003 | Que sea lo que Dios quiera     | Jordi Llopis      |
| 1994 | Party line                     | José Luis Cubillo |
| 1985 | No se lo digas a nadie         | José Luis Velasco |
| 1970 | El corazón de un bandido (veu) | Chumy Chúmez      |

### Televisió
| Any       | Sèrie/Minisèrie                                          | Director                      |
| --------- | -------------------------------------------------------- | ----------------------------- |
| 2008      | Cazadores de hombres                                     | Norberto López Amado          |
| 2008      | Cuéntame cómo pasó                                       | Azucena Rodríguez             |
| 2004      | Aquí no hay quien viva                                   | Laura Caballero               |
| 2001      | El comisario                                             | Alfonso Arandia               |
| 1998      | Entre naranjos                                           | Josefina Molina               |
| 1997      | Don Juan                                                 | José Luis Berlanga            |
| 1994      | Compuesta y sin novio                                    | Pedro Masó                    |
| 1993      | Brigada Central 2: la guerra blanca                      | Pedro Masó                    |
| 1991      | Historias del otro lado                                  | José Luis Garci               |
| 1991      | La huella del crimen: El crimen del expreso de Andalucía | Imanol Uribe                  |
| 1990      | El obispo leproso                                        | José María Gutiérrez González |
| 1990      | La mujer y el pelele                                     | Mario Camus                   |
| 1989      | Brigada Central                                          | Pedro Masó                    |
| 1987      | Lorca, muerte de un poeta                                | Juan Antonio Bardem           |
| 1985      | La huella del crimen: Jarabo                             | Juan Antonio Bardem           |
| 1980      | Les chevaux du soleil                                    | François Villiers             |
| 1979      | Estudio 1: La fierecilla domada                          | Francisco Abad                |
| 1978      | Novela: Bel-Ami                                          | Francisco Abad                |
| 1977      | Novela: Las palmeras de cartón                           | Francisco Abad                |
| 1976-1977 | Curro Jiménez                                            | Mario Camus/Antonio Drove     |